# Ichijō Fusaie
Ichijō Fusaie (一条 房家) (né en 1475, mort le 23 décembre 1539), fils du régent Ichijō Norifusa, est un noble de cour japonais (kugyō) de l'époque de Muromachi (1336–1573). Il est le deuxième chef de la famille Ichijō. Il est né pendant l'exil de son père dans la province de Tosa. Il reste dans la province quand son père retourne à Kyoto. Il est le père de Fusafuyu et Fusamichi.

## Source de la traduction
- (en) Cet article est partiellement ou en totalité issu de l’article de Wikipédia en anglais intitulé « Ichijō Fusaie » (voir la liste des auteurs).